# Peugeot Hoggar (pick-up)
Il Peugeot Hoggar è un'autovettura di tipo pick-up di taglia media prodotto dal 2010 al 2014 dalla Casa francese Peugeot per il solo mercato brasiliano. Il nome venne ripreso da quello dell'omonima concept car presentata a Ginevra nel 2003.

## Storia e caratteristiche
Risale proprio al 2010 la notizia che il gruppo PSA annunciò un investimento di 530 milioni di euro per il suo stabilimento di Porto Real, in Brasile, per potenziarne le capacità produttive. Un altro obiettivo di tale ingente investimento consisté nell'ampliamento della propria gamma di modelli da commercializzare in Sudamerica. Uno di questi modelli fu il nuovo pick-up Hoggar, lanciato sul mercato proprio nel 2010 e il cui progetto era già stato avviato tre anni prima e aveva coinvolto ben 320 progettisti.
L'Hoggar nacque sul pianale della Peugeot 206 regolarmente prodotta anche in Europa, la cui carriera nel vecchio continente era ormai giunta alle battute finali e veniva già commercializzata come 206 Plus. Anche in Brasile esisteva una 206 Plus, ma in realtà veniva commercializzata come 207, che quindi non va confusa con la 207 europea. Questa premessa è doverosa per capire perché la base meccanica dell'Hoggar debba considerarsi quella della 206 e non della 207 europea. Partendo dal pianale di origine 206, i progettisti ne allungarono il passo di 20 cm per consentire il montaggio di un cassone posteriore con una superficie di carico e una capacità adeguata. Non solo, ma per rendere più robusto il retrotreno in modo da poter sopportare carichi più pesanti venne montato il retrotreno del Partner, il piccolo furgoncino leggero prodotto e commercializzato anche in Europa. Il risultato fu un corpo vettura lunga oltre 4,5 metri in cui anche lo sbalzo posteriore venne debitamente allungato per aumentare la superficie del piano di carico, che quindi poteva offrire spazio per 1 151 litri e una portata massima di 742 kg. Anteriormente, l'Hoggar ricordava da vicino il 206 Plus (o 207 nel mercato locale, che dir si voglia), salvo un nuovo fascione paraurti più elaborato nella zona centrale, dove apparve un finto bull-bar. Per il resto, la vettura è quasi completamente nuova sul piano stilistico, se si eccettuano i gruppi ottici posteriori mutuati da quelli della 1007. E quindi, ecco apparire nuovi e avvolgenti passaruota in plastica grezza negli allestimenti più ricchi, una coppia di barre portatutto sul tetto e due sottili finestrini posteriori, dietro a quelli delle portiere.
L'Hoggar era stato previsto fin dal suo esordio in due differenti motorizzazioni bi-fuel benzina/etanolo, entrambe derivate dalla normale produzione Peugeot. Si trattava del già noto motore TU3JP da 1360 cm³ e dell'altrettanto noto motore TU5JP4 da 1587 cm³, rispettivamente in grado di erogare 80 e 110 CV. Tale gamma venne mantenuta fino alla fine della sua produzione, avvenuta nel 2014.